# Semaeopus peplumaria
Semaeopus peplumaria är en fjärilsart som beskrevs av William Schaus 1912. Semaeopus peplumaria ingår i släktet Semaeopus och familjen mätare. Inga underarter finns listade i Catalogue of Life.